# Ảnh chụp UFO Rhodes

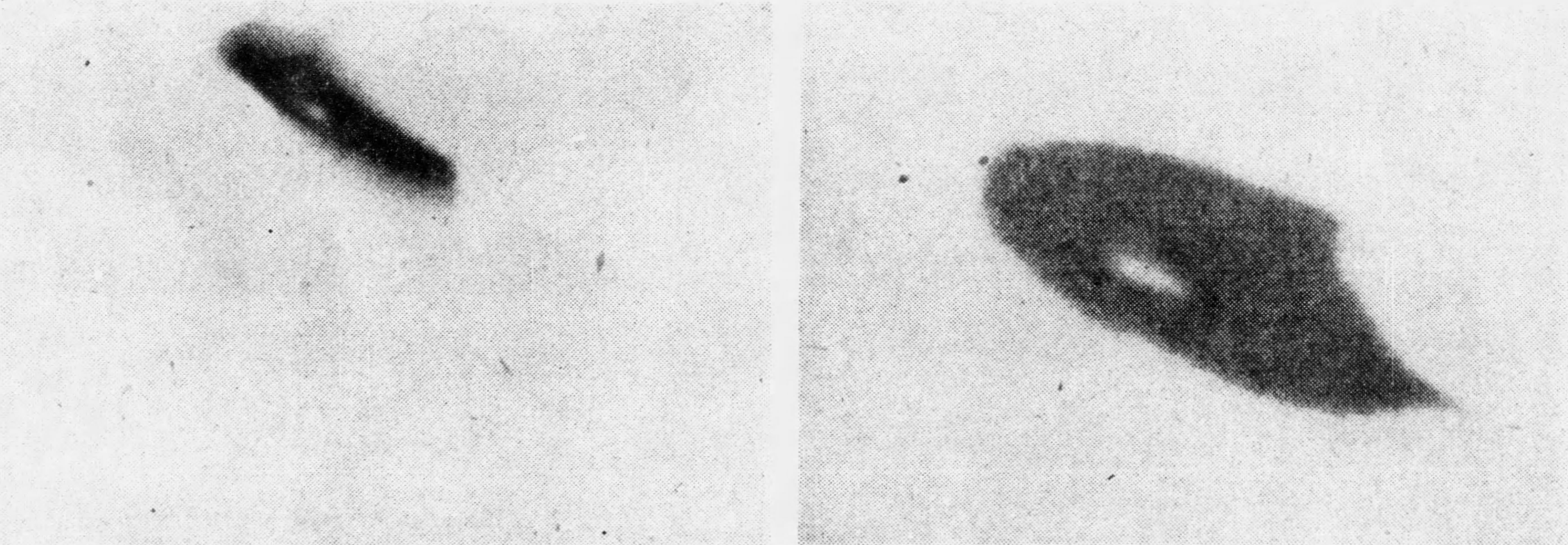
Ảnh chụp UFO Rhodes

Ảnh chụp UFO Rhodes, đôi khi còn gọi là ảnh chụp UFO hình gót giày, là hai bức ảnh được cho là do nhà thiên văn nghiệp dư và nhà phát minh William Albert Rhodes chụp lại vào ngày 7 tháng 7 năm 1947.  Các bức ảnh có mục đích cho thấy một vật thể giống như đĩa bay phía trên không phận Phoenix, Arizona. Câu chuyện và bức ảnh của Rhodes đã được tờ Arizona Republic công bố vào ngày 9 tháng 7 cùng năm.
Số ảnh này đều được đưa vào trong cuốn sách năm 1952 The Coming of the Saucers của nhân chứng nhìn thấy đĩa gốc Kenneth Arnold, và còn được biên tập viên tạp chí và nhà lý thuyết âm mưu UFO thời kỳ đầu Raymond Palmer tái bản nhiều lần.
Các bức ảnh của Rhodes theo như lời mô tả thì đây là một trong những bức ảnh UFO có dụng ý "đầu tiên" và "tốt nhất", và cảnh tượng này từng lọt vào nhiều danh sách 'Địa điểm nhìn thấy UFO hàng đầu' ở bang Arizona.
Hồ sơ của Không quân Mỹ đã phân loại Ảnh chụp Rhodes là một "trò lừa bịp có thể xảy ra".

## Bối cảnh
Ngày 24 tháng 6 năm 1947, phi công dân sự Kenneth Arnold báo cáo về việc mình đã tận mắt chứng kiến 'đĩa bay'. Đến ngày 27 tháng 6, những vụ chứng kiến đĩa bay này đều được báo cáo trên toàn quốc.

## Ảnh chụp đĩa bay
Ngày 9 tháng 7 năm 1947, trang nhất của tờ Arizona Republic đăng các bức ảnh cùng tiêu đề "Mystery 'Whatsis' Photographed over Phoenix".
Bản tin kèm theo kể lại rằng Rhodes đang đi bộ về xưởng tại nhà của mình thì nghe thấy một tiếng "vù vù" mà anh tin là từ một chiếc máy bay phản lực P-80.  Rhodes bèn cầm theo máy ảnh chụp liền hai bức ảnh. Rhodes lưu ý rằng sau tiếng "vù vù" ban đầu, vật thể này hoàn toàn im lặng.  Rhodes khai rằng vật thể lạ từng ba lần đi qua nhà anh ta và để lại hai vệt hơi.
Republic đã mô tả đặc điểm của vật thể này như trong các bức ảnh đều mang "hình dạng của một gót giày, với cái lỗ nhỏ ở chính giữa".  Rhodes theo lời mô tả của cánh nhà báo thì đây là một nhà điều hành vô tuyến nghiệp dư kiêm nhà sản xuất máy bay mô hình, từng được ca ngợi trong cộng đồng máy bay mô hình vì những cải tiến trong máy bay mô hình điều khiển bằng sóng vô tuyến.

### Điều tra

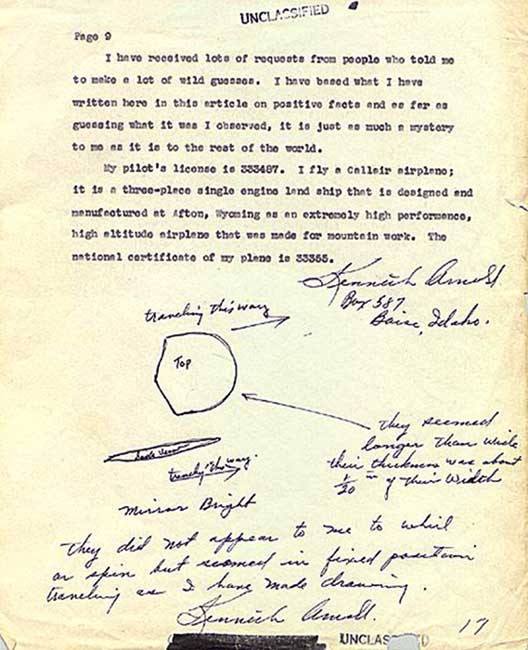
Ngày 12 tháng 7, Kenneth Arnold vẽ một hình lưỡi liềm để mô tả chiếc đĩa mà ông khẳng định mình đã tận mắt chứng kiến.

Ngày 8 tháng 7, FBI đã thu lại bản sao số ảnh này từ ban biên tập tờ Arizona Republic.  Đến ngày 9 tháng 8, đặc vụ Brower của FBI và George Fugate, Jr. thuộc Cơ quan Tình báo Phản gián Lục quân Mỹ tìm tới phỏng vấn Rhodes tại Hamilton Field.   Rhodes bèn đưa cho những người này số ảnh chụp và âm bản.
Đầu năm 1948, Rhodes được mời đến Dayton, Ohio để gặp mặt các thành viên của Bộ Tư lệnh Trang bị Hàng không.  Sau khi Rhodes buộc phải từ chối lời mời, hai sĩ quan Bộ này đành phải đến thăm Rhodes ở Phoenix.
Hồ sơ được phát hành trực tuyến vào năm 2015 đã nêu chi tiết cuộc điều tra chính thức về Rhodes và các bức ảnh của ông.

### Phản ứng
Vào mùa xuân năm 1948, số đầu tiên của tạp chí Fate Magazine  đã thảo luận về vụ chứng kiến đĩa bay của Arnold, ngoài một câu chuyện về các bức ảnh Rhodes, in lại ảnh chụp và văn bản từ tờ Arizona Republic.  Biên tập viên Raymond Palmer đặt câu hỏi về việc liệu các bức ảnh đã được kiểm duyệt hay chưa: "Đây là bằng chứng xác thực rằng những vật thể này không chỉ là 'điểm trước mắt', mà thực sự là đĩa bay của một thiết kế hàng không mà các chuyên gia không thể nhận ra nổi. Những hình ảnh đó không bao giờ đến được với bất kỳ tờ báo nào khác! Tại sao? Đó là những tin tức nóng hổi nhất trên thế giới vào ngày 9 tháng 7.  ...   Có phải vì đĩa bay là bí mật quân sự không?" Tạp chí Fate Magazine của Palmer sau này được gọi là "kinh thánh" của cơn sốt đĩa bay.
Fanzine Shaver Mystery đã trích dẫn kinh nghiệm của Rhodes làm bằng chứng cho những lời tuyên bố của Richard Sharpe Shaver, tái bản phần tạp chí Fate Magazine.

Các bản vẽ ảnh chụp Rhodes đã được hai viên sĩ quan AAF Brown và Davidson chia sẻ với Kenneth Arnold trong quá trình họ điều tra về sự kiện đảo Maury.  Trong cuốn sách năm 1952 nhan đề The Coming of the Saucers, Arnold cho biết Brown và Davidson đã nói với ông rằng họ coi những bức ảnh này là "chân thực".
Năm 1952, tờ Arizona Republic đã công bố một lời tường thuật của một phóng viên cho biết anh ta từng nhìn thấy một đĩa bay vào năm 1947 gần White Sands – nhân chứng đó kể lại "Sau đó, sau khi chuyển đến Phoenix, tôi đã giật mình khi thấy sự giống nhau khủng khiếp giữa những gì tôi đã thấy và vật thể được William A. Rhodes chụp lại". Tài liệu này lưu ý rằng các bản in và phim âm bản được trao cho mấy tay đặc vụ liên bang và chẳng bao giờ được đem trả lại cả.
Năm 1958, Raymond Palmer một lần nữa tái bản các bức ảnh và câu chuyện, lần này là trên tạp chí Flying Saucers.   Palmer tuyên bố rằng "Tất cả các bản sao của tờ giấy này đều bị quân đội thu giữ, trong một thùng rác từng nhà và tất cả các tấm từ tờ báo, cộng với các bản in và âm bản bức ảnh". Republic đã bác bỏ tuyên bố này, giải thích rằng không có vụ thu giữ nào như vậy xảy ra và vào năm 1947, số lượng phát hành của ba ấn bản của ngày 9 tháng 7 đã đạt tổng cộng 64.000 bản.  Tờ báo giải thích rằng Rhodes đã tự nguyện chuyển giao số ảnh này cho các cơ quan chính phủ. Năm 1967, nhà sử học Ted Bloecher đã bác bỏ tuyên bố của Palmer là "hoàn toàn không có cơ sở trên thực tế".  Một nhà bình luận khác nhận xét rằng tuyên bố sai lệch của Palmer về việc tìm kiếm trực diện "có thể đã bán được rất nhiều tạp chí nhưng con số đó không thể sánh được với số lượng tiếng cười mà tuyên bố nhận được trong tòa soạn của tờ Republic... Không thể có chuyện nhà cầm quyền giở trò ngược lại người đi giao báo".
Năm 1998, William Rhodes đã trả lời phỏng vấn với công ty liên kết của Phoenix FOX là KSAZ-TV về những bức ảnh mà ông đã chụp 51 năm trước.  Ảnh chụp của Rhodes tiếp tục được những người đam mê UFO thảo luận vào thế kỷ 21.

## Giải thích
Nhà khoa học Irving Langmuir lập luận rằng những bức ảnh này mô tả mớ giấy bị gió mạnh thổi bay lên mà thôi.
Cùng ngày với vụ chứng kiến của Rhode, có thông tin cho rằng FBI đang điều tra một lá thư do tờ Los Angeles Examiner nhận được với lời khẳng định rằng những chiếc đĩa này là phi thuyền được chế tạo bằng năng lượng nguyên tử của Nga. Examiner đã chuyển bức thư cho giới chức trách sau khi được một "nhà khoa học nguyên tử hàng đầu" giới thiệu kèm theo lời đánh giá bức thư này "không phải tất cả đều vô nghĩa".
Một nhà sử học biện minh rằng Rhodes đã làm giả những bức ảnh của mình dựa trên câu chuyện về phi thuyền của Nga: "Những điểm tương đồng giữa hình ảnh trong đống ảnh chụp của Rhodes và 'phát minh' của người Nga được biểu lộ khá rõ ràng. Thiết bị khả nghi của Nga được cho là chỉ dày 18 inch và có đường viền hình quả thận với phi công ở tư thế nằm sấp khi đang hướng dẫn đường bay của nó. Nhìn chung, vật thể này khớp với vật thể hình chữ U của Rhodes với tán 'không nhô ra', do đó có phải là một tai nạn khi bức ảnh 'chiếc đĩa tốt đầu tiên lại so sánh quá tốt với thiết kế được cho là của Cộng sản? Điều này có thể xác nhận tin đồn của Nga, hoặc nó có thể có nghĩa là Rhodes đã làm giả câu chuyện và ảnh chụp của mình kể từ khi thư từ phía Liên Xô nhìn thấy được in cùng ngày với làn sóng UFO Phoenix nêu trên".